# Agnieszka Pufelska
Agnieszka Pufelska (geb. 1973 in Sierpc, Polen) ist eine polnisch-deutsche Kultur- und Ideenhistorikerin.

## Beruflicher Werdegang

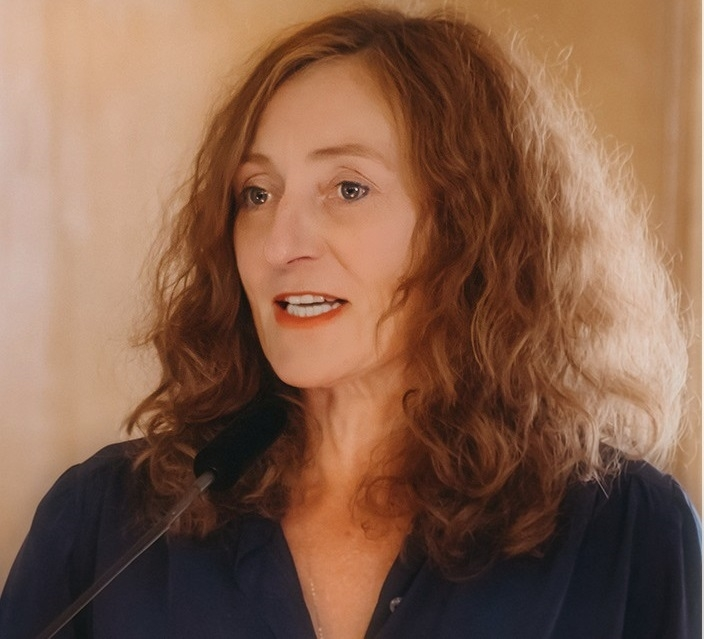
Agnieszka Pufelska

Nach ihrem Studium der Germanistik und Kulturwissenschaften an der Staatliche Fachhochschule in Płock/Polen, der Viadrina-Universität in Frankfurt an der Oder und der Universität Tel Aviv/Israel wurde sie im Jahr 2005 an der Europa-Universität Viadrina mit einer Arbeit zum Antisemitismus in Polen promoviert. Danach war sie wissenschaftliche Mitarbeiterin an der Universität Potsdam, wo sie sich 2015 mit einer Arbeit zum polnischen Preußenbild in der Zeit der Aufklärung habilitierte. Während dieser Zeit war sie von Oktober 2007 bis September 2008 Junior-Fellow am Alfried-Krupp-Wissenschaftskolleg in Greifswald. Nach mehreren Lehraufträgen u. a. in Buenos Aires und 2020/2021 als Gastprofessorin am Institut für Osteuropäische Geschichte der Universität Wien ist sie seit 2016 wissenschaftliche Mitarbeiterin am Nordost-Institut an der Universität Hamburg in Lüneburg tätig. Seit 2016 ist Agnieszka Pufelska Redaktionsmitglied des Nordost-Archivs, der Zeitschrift des vorgenannten Instituts. 2023 erhielt sie den Jubiläumspreis für Wissenschaft der Stiftung Preußische Seehandlung und 2024 wurde sie ordentliches Mitglied der Historischen Kommission zu Berlin e.V.
Neben jüdischer Kulturgeschichte in Ostmitteleuropa hat sie in ihrer Forschungs- und Publikationstätigkeit vor allem zwei inhaltliche Schwerpunkte: Sie bearbeitet theoretische und methodische Ansätze zur Kolonialgeschichte im ost- und ostmitteleuropäischen Kontext und beschäftigt sich mit der preußischen Geschichte als Verflechtungsgeschichte.

## Schriften

### Monografien
- Die „Judäo-Kommune“. Ein Feindbild in Polen; das polnische Selbstverständnis im Schatten des Antisemitismus 1939–1948. Schöningh, Paderborn 2007, ISBN 978-3-506-76380-8
- Der bessere Nachbar? Das polnische Preußenbild zwischen Politik und Kulturtransfer (1764–1794). De Gruyter, München 2017, ISBN 978-3-11-051833-7

### Herausgeberschaften (in Auswahl)
- mit Iwan-Michelangelo D’Aprile: Aufklärung und Kulturtransfer in Mittel- und Osteuropa. Wehrhahn-Verlag, Hannover-Laatzen 2009, ISBN 978-3-86525-219-7
- mit Ulrich Moritz und Hanns Zischler: Vorstoß ins Innere. Streifzüge durch das Naturkundemuseum (= Aufklärung und Moderne. Band 19). Alpheus-Verlag, Berlin 2010, ISBN 978-3-86525-219-7
- mit Claudia Globisch und Volker Weiß: Die Dynamik der europäischen Rechten. Geschichte, Kontinuitäten und Wandel. VS Verlag, Wiesbaden 2011, ISBN 978-3-531-17191-3
- mit Christoph Augustynowicz: Konstruierte (Fremd-?)Bilder. Das östliche Europa im Diskurs des 18. Jahrhunderts. De Gruyter Oldenbourg, Berlin 2017, ISBN 978-3-11-050012-7
- mit Hildegard Frübis und Clara Oberle: Fotografien aus den Lagern des NS-Regimes. Beweissicherung und ästhetische Praxis. Böhlau, Wien/Köln/Weimar u. a. 2019, ISBN 978-3-205-20647-7
- mit David Feest und Aleksandra Lipińska: Geld, Prestige, Verantwortung. Bankiers und Banken als Akteure im wirtschaftlichen, politischen und kulturellen Netzwerk im
- (Nordost-)Europa des 16.–20. Jahrhunderts. Solivagus Praeteritum, Kiel 2020, ISBN 978-3-947064-10-6
- mit Philipp Oswalt: Der Geist von Potsdam. Preußisches Militär als Tradition und Erbe. De Gruyter Oldenbourg, Berlin 2024, ISBN 978-3-11-129847-4

### Aufsätze (in Auswahl)
- Das Feindbild ‚Judäo-Kommune‘ als Kraftquelle für den polnischen Kampf gegen den Kommunismus. In: Klaus Hödl (Hrsg.): Der „virtuelle Jude“. Konstruktionen des Jüdischen (= Schriften des Centrums für Jüdische Studien. 7). Studien-Verlag, Innsbruck u. a. 2005, ISBN 978-3-7065-1994-6, S. 41–52.
- Ignacy Krasicki. Ein heiterer Bischof am preußischen Hof. In: Günther Lottes (Hrsg.): Hofkultur und aufgeklärte Öffentlichkeit. Potsdam im 18. Jahrhundert im europäischen Kontext. Akademie-Verlag, Berlin 2006, ISBN 978-3-05-004179-7, S. 245–263.
- Raub der Clio. Die polnische Geschichtspolitik und ihre Exekutoren. In: Thomas Flierl u. a. (Hrsg.): Osteuropa. Schlachtfeld der Erinnerungen. Dietz, Berlin 2010, ISBN 978-3-320-02219-8, S. 33–57.
- Kittsteiners ‚evolutive Moderne‘ als eine geschichtsphilosophisch angeleitete Kulturgeschichte. In: Iwan-Michelangelo D’Aprile u. a. (Hrsg.): Aufklärung – Evolution – Globalgeschichte (= Aufklärung und Moderne. Band 22). Wehrhahn, Hannover 2010, ISBN 978-3-86525-222-7, S. 173–195.
- Zwischen Ablehnung und Anerkennung. Das polnische Berlin im widerspruchsvollen 19. Jahrhundert. In: Roland Berbig u. a. (Hrsg.): Berlins 19. Jahrhundert. Ein Metropolen-Kompedium. Akademie-Verlag, Berlin 2011, ISBN 978-3-05-005083-6, S. 29–49.
- Die verpasste Größe. Friedrich II. und Polen. In: Ullrich Sachse (Hrsg.): Friederisiko – Friedrich der Große. Ausstellung / Die Essays. Hirmer, München 2012, ISBN 978-3-7774-4701-8, S. 72–85.
- Die vergessenen Frauen des unvergessenen Königs – ein Plädoyer für einen neuen Blick auf ein altes Thema. In: Olga Kurilo (Hrsg.): Friedrich II. und das östliche Europa : deutsch-polnisch-russische Reflexionen. Beriner Wiss. Verl., Berlin 2013, ISBN 978-3-8305-3155-5, S. 165–185.
- Der wandelbare Philosoph oder warum Leibniz kein Pole sein wollte. In: Friedrich Beiderbeck u. a. (Hrsg.): Umwelt und Weltgestaltung. Leibniz’ politisches Denken in seiner Zeit. Vandenhoeck & Ruprecht, Göttingen 2015, ISBN 978-3-525-10138-4, S. 359–379.
- Die Aufklärung jenseits der Aufklärung – zur Vorgeschichte des modernen Antisemitismus. In: Hans-Joachim Hahn u. a. (Hrsg.): Beschreibungsversuche der Judenfeindschaft. Band 2, Zur Geschichte der Antisemitismusforschung vor 1944. De Gruyter Oldenburg, Berlin u. a. 2015, ISBN 978-3-11-033905-5, S. 9–29.
- Die mutigen Autodidaktinnen gegen ihre Zeit. Ein Typologisierungsversuch. In: Holger Böning u. a. (Hrsg.): Selbstlesen – Selbstdenken – Selbstschreiben. Prozesse der Selbstbildung von „Autodidakten“ unter dem Einfluss von Aufklärung und Volksaufklärung vom 17. bis zum 19. Jahrhundert ; mit 600 Kurzbiographien von Autodidakten im deutschen Sprachraum bis 1850 und Verzeichnissen von Bauernbibliotheken. Edition Lumière, Bremen 2015, ISBN 978-3-943245-35-6, S. 389–403.
- Die erzwungene Nähe: Warschau als zweitgrößte Stadt Preußens (1795–1806). In: Joanna Kodzik u. a. (Hrsg.): Hybride Identitäten in den preußisch-polnischen Stadtkulturen der Aufklärung (= Presse und Geschichte. Band 99). Lumière Verlag, Bremen 2016, ISBN 978-3-943245-53-0, S. 288–299.
- Nicht genug Jude und nicht genug Dichter. Isachar Falkensohn Behr als verhinderter Grenzgänger. In: Joachim Eibach u. a. (Hrsg.): Zwischen Kulturen : Mittler und Grenzgänger vom 17. bis 19. Jahrhundertis 19. Jahrhundert (= The Formation of Europe. Band 9). Wehrhahn-Verlag, Hannover 2018. ISBN 978-3-86525-660-7, S. 195–217.
- The transition from feudalism to capitalism and the problem of temporalisation – on the 100th anniversary of Witold Kula's birth. In: Concha Roldán u. a. (Hrsg.): Philosophy of Globalization. De Gruyter, Berlin 2018. ISBN 978-3-11-054467-1, S. 287–301.
- „Die Juden, – das ist was anders“. Das Tragische in dem satirischen Roman Tohuwabohu von Sammy Gronemann. In: Hans-Joachim Hahn u. a. (Hrsg.): Beschreibungsversuche der Judenfeindschaft II. Antisemitismus in Text und Bild – zwischen Kritik, Reflexion und Ambivalenz. De Gruyter Oldenbourg, Berlin/München/Boston 2019, ISBN 978-3-11-053970-7, S. 195–218.
- Stabile Feindbilder gegen die instabile Zeit. Der „jüdische Bolschewismus“ als Propagandainstrument in der Weimarer Republik. In: Jörg Ganzenmüller: Verheißung und Bedrohung. Die Oktoberrevolution als globales Ereignis. Böhlau Verlag, Köln 2019, ISBN 978-3-412-51124-1, S. 127–147.
- „New Materialism“. Geschichtsschreibung und ein museales Beispiel. In: Sebastian Barsch u. a. (Hrsg.): Historisches Lernen und Materielle Kultur. Von Dingen und Objekten in der Geschichtsdidaktik. Transcript-Verlag, Bielefeld 2019, ISBN 978-3-8376-5066-2, S. 265–278.
- Die schwer erkämpfte Befreiung aus der Unmündigkeit. Bildungswege von Frauen im 18. Jahrhundert. In: Silke Pasewalck u. a. (Hrsg.): Bildungspraktiken der Aufklärung = Education practices of the Enlightenment. De Gruyter, Berlin 2020, ISBN 978-3-11-067167-4. S. 73–92.
- mit Felix Ackermann: Preußen postkolonial (Themenheft). In: Geschichte und Gesellschaft. Band 47. 2021, S. 529–533.